# Palais du Gouverneur d'Asmara
Le palais du Gouverneur (en italien : Palazzo del Governatore) est le nom par lequel est communément appelé l'hôtel de ville d'Asmara, la capitale de la république d'Érythrée. 

## Histoire
Le palais est edifié durant la période coloniale italienne.
Cet édifice aux lignes épurées remplace un ancien palais néo-classique élevé en 1897 par Fernando Martini, le premier gouverneur de l'Érythrée italienne (actuelle Présidence de la République).

## Description
Le bâtiment est caractéristique de l'architecture fasciste des années 1930 et s'inspire largement du style « Art déco ».
Il se compose d'un corps de bâtiment longitudinal de deux étages, intégrant une tour ornée de panneaux de céramique verte. Des fasces ou « faisceaux de licteur », symbole de la doctrine fasciste, encadrent l'entrée principale du bâtiment.